# Pierre II. de la Chapelle
Pierre II. de la Chapelle, auch Pierre de Nemours genannt († 13. September 1220 in Damiette) war Bischof von Paris von 1208 bis 1219.

## Herkunft
Philippe de la Chapelle war ein Sohn von Gauthier I. de Villebéon, Großkammerherr von Frankreich, und Aveline de Nemours, und gehört damit zur Familie Le Riche. Von seinen Brüdern war Gauthier II. de Nemours ebenfalls Großkammerherr, Étienne war Bischof von Noyon, Guillaume war Bischof von Meaux, Urson de Nemours war Kammerherr des Königs, und Jean war Prévôt de Paris.

## Leben
Pierre war zuerst Schatzmeister (Thesaurarius) von Saint-Martin de Tours. 1208 wurde er zum Bischof von Paris ernannt. 1209 hielt er ein Konzil gegen die Amalrikaner ab, die er verbrennen ließ. Auch kämpfte er im Albigenserkreuzzug. Nach seiner Rückkehr nach Paris trug er 1212 zum Konzil des Kardinallegaten Robert von Courson bei, indem er Bestimmungen für das Amt des Kanzlers hinzufügte.
Im Jahr 1215 gab er Port-Royal des Champs die Rechte einer Pfarrei, indem er es zur Abtei erhob, dem Zisterzienserorden angliederte und der Abtei Les Vaux-de-Cernay unterstellte. Im Dezember 1214 hatte er dem Kloster bereits Einkünfte zugewiesen, 1216 erlaubte er die Wahl einer ersten Äbtissin. Im Jahr 1217 gestattete er dem Predigerorden (die späteren Dominikaner) eine Niederlassung in Paris.
1218 nahm er am Kreuzzug von Damiette teil und starb vielleicht bereits auf dem Weg, eher aber später bei der Belagerung von Damiette.
Sein Testament, das er im Juni 1218 vor seiner Abreise zum Kreuzzug verfasste, befindet sich im Cartulaire de l’abbaye de Porrois au diocèse de Paris.